# African Continental Free Trade Area

Landkarte der geplanten African Continental Free Trade Agreement
Ratifizierende Länder
Unterzeichner vom März 2018, nicht ratifiziert
Unterzeichner vom Juli 2018 oder später, nicht ratifiziert

Die African Continental Free Trade Area (AfCFTA) ist die Freihandelszone zwischen 54 Mitgliedsstaaten der Afrikanischen Union (AU), die 2019 auf Grundlage des afrikanischen Freihandelsabkommens (AfCFTA) dieser Staaten beschlossen wurde. Eritrea nimmt als einziges afrikanisches Land derzeit nicht teil.
Mit der Ratifizierung durch 22 afrikanische Staaten im April 2019 wurde das Abkommen am 30. Mai 2019 vertragsgemäß besiegelt. Bis Oktober 2022 haben 44 Staaten den Vertrag ratifiziert. Die praktische Umsetzung der Zone war für das Jahr 2020 geplant, musste jedoch aufgrund der Corona-Pandemie auf den 1. Januar 2021 verschoben werden. Nachdem auch dieser Termin verstrich, beschloss der AfCFTA-Ministerrat in seiner Sitzung am 25. Juli 2022 acht Staaten (Ägypten, Ghana, Kamerun, Kenia, Ruanda, Mauritius, Tansania und Tunesien) für eine Pilotphase auszuwählen.
Ziel der Freihandelszone ist ein gesamtkontinentaler Binnenmarkt. Mit ihrer Hilfe soll der intra-afrikanische Handel gefördert, die regionale und kontinentale Integration Afrikas ausgebaut und der industrielle, verarbeitende Sektor der afrikanischen Wirtschaft weiter entwickelt werden. Der afrikanische Kontinentalmarkt wird nach seinem Aufbau etwa 1,3 Milliarden Menschen sowie ein Bruttoinlandsprodukt (BIP) von 3,4 Billionen US-Dollar umfassen. Stand Juli 2019 betrug der intra-afrikanische Handel etwa 16 Prozent, während z. B. der intra-europäische Handel 69 Prozent ausmacht. Ziel ist es, diesen Wert innerhalb weniger Jahre auf 60 Prozent zu steigern. Dazu sollen beispielsweise die komplizierten, uneinheitlichen Ausfuhrbestimmungen und die unterschiedlichen Standards im Bereich Transport vereinfacht und angepasst werden. Insbesondere die fehlende Infrastruktur und Korruption könnten sich als entscheidende Hürden herausstellen. Die Weltbank rechnet damit, dass die neue Freihandelszone 30 Millionen Menschen aus der Armut führen und das Bruttoinlandsprodukt des Kontinents um 450 Milliarden US-Dollar steigern könnte.
Das Abkommen ging aus der 18. ordentlichen Sitzung der Versammlung der Staats- und Regierungschefs der AU im Januar 2012 in Addis Abeba hervor. Begleitend wurde zudem der Action Plan on Boosting Intra-African Trade (BIAT) beschlossen.

## Geschichte
Ausgangspunkt der Bestrebungen für einen gemeinsamen afrikanischen Markt war die Monrovia-Erklärung von 1979. Die AfCFTA selbst hat ihren Ursprung im Abuja-Vertrag von 1991 (ratifiziert 1994), in dem die Schaffung einer afrikanischen Wirtschaftsgemeinschaft und Zollunion (englisch: African Economic Community, AEC) beschlossen wurde. Bis 2028 sollte in sechs Schritten eine gesamt-afrikanische Wirtschafts- und Währungsunion entstehen.
Aufgrund der nur langsamen Fortschritte hin zur AEC wurde auf dem AU-Gipfel in Addis Abeba im Januar 2012 die Schaffung der kontinentalen Freihandelskomponente in Form der AfCFTA beschlossen. Die Verhandlungen sollten im Jahre 2017 abgeschlossen sein. Zugleich wurde der Boost Intra-African Trade (BIAT) Action Plan verabschiedet, der politische Begleitmaßnahmen der AfCFTA umfasst.
Da die AfCFTA auf bestehenden regionalen Wirtschaftsgemeinschaften (englisch: Regional Economic Community, REC) Afrikas aufbauen sollte, begannen die Verhandlungen erst nach Schaffung der drei afrikanischen Freihandelszonen: EAC, COMESA und SADC (Tripartite Free Trade Area). Auf dem Gipfel der AU im Jahr 2015 wurden die Verhandlungen offiziell eröffnet. Hierbei wurden Verhandlungsprinzipien, das institutionelle Arrangement, der Aufgabenbereich und die Roadmap der Verhandlungen festgelegt.
In den Jahren 2016 bis 2017 wurde in Treffen der AfCFTA Task Force und des AfCFTA Negotiation Forum die Phase 1 der AfCFTA-Verhandlungen über Güter und Dienstleistungen geführt. Bei einem Treffen der Handelsminister am 1. und 2. Dezember 2017 vereinbarte man einen finalen Vertragsentwurf.
Auf dem Gipfel der AU im März 2018 wurde das Rahmenabkommen unterzeichnet. Außerdem wurde in Phase 2 der Verhandlungen über die Themen Wettbewerb, Investitionen und geistige Eigentumsrechte beraten.
Beim außerordentlichen Gipfel der Staats- und Regierungschefs der AU am 7. Juli 2019 wurden noch ausstehende Protokolle verabschiedet.
Die afrikanische Freihandelszone stellt mit der Anzahl der darin lebenden Menschen und der Summe der Bruttoinlandsprodukte der teilnehmenden Staaten die größte Handelszone seit Gründung der Welthandelsorganisation im Jahr 1994 dar.
Am 10. Februar 2020 wurde der südafrikanische Diplomat Wamkele Mene zum ersten Generalsekretär der afrikanischen Freihandelszone gewählt.
Das Sekretariat der afrikanischen Freihandelszone wurde in einer Zeremonie am 17. August 2020 in Accra, der Hauptstadt von Ghana, eröffnet.